# Áreas de desfile do partido nazista

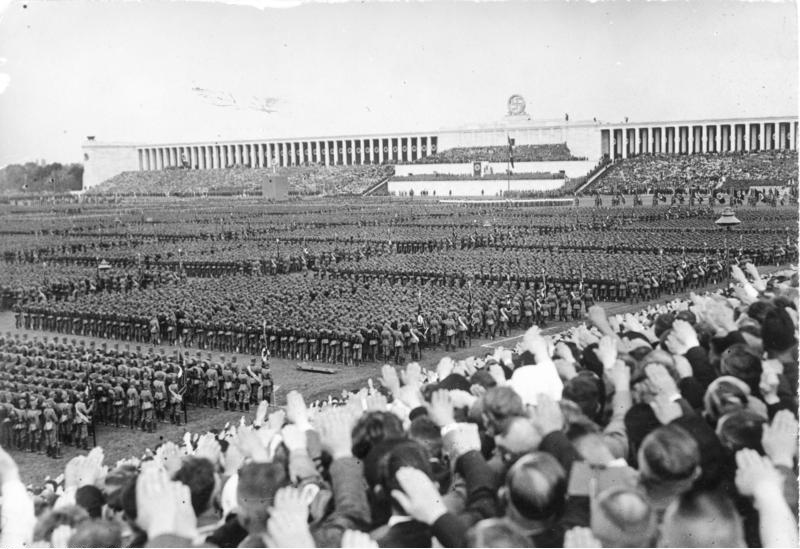
Vista de uma das Reichsparteitag em 1937.

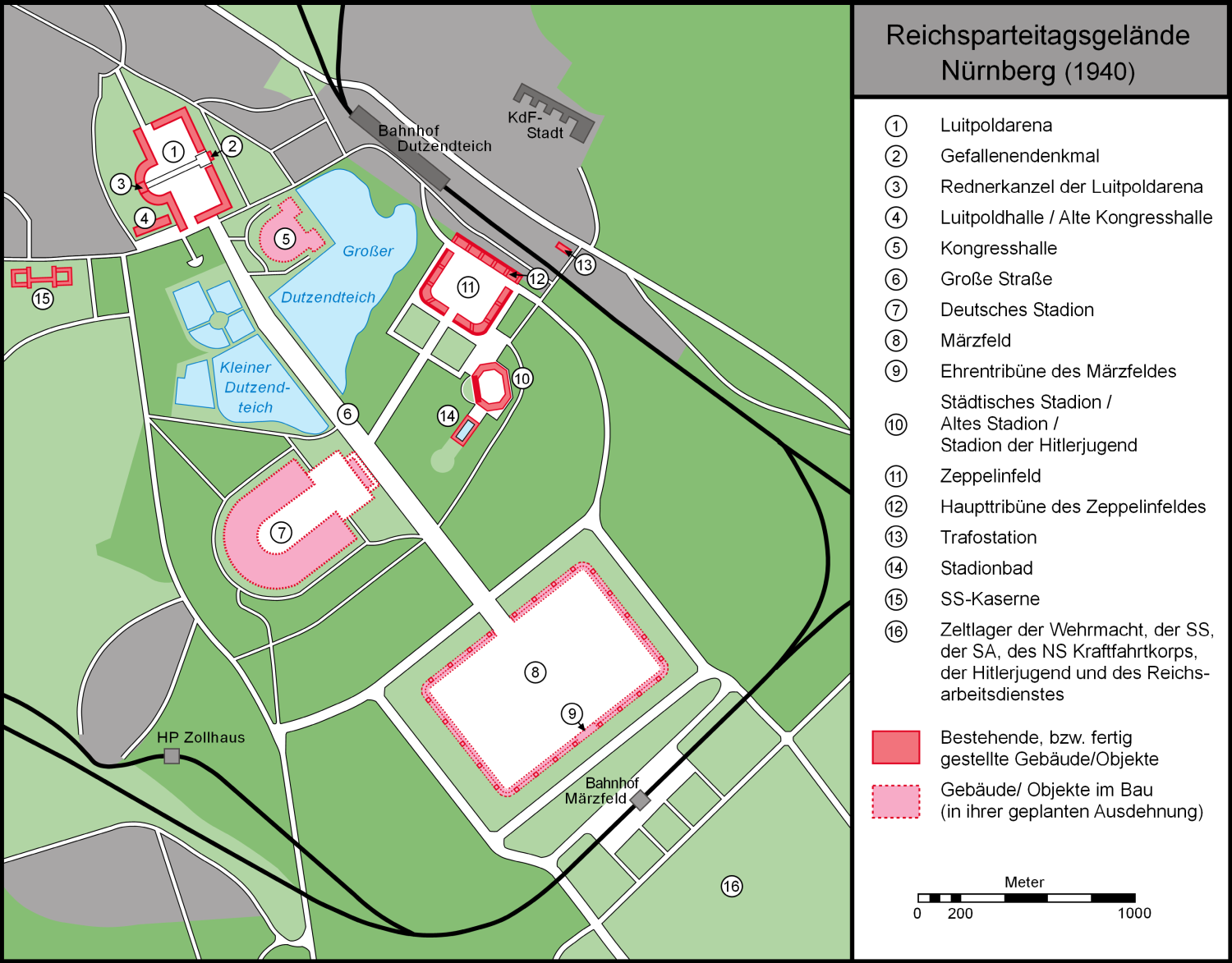
Áreas de desfile

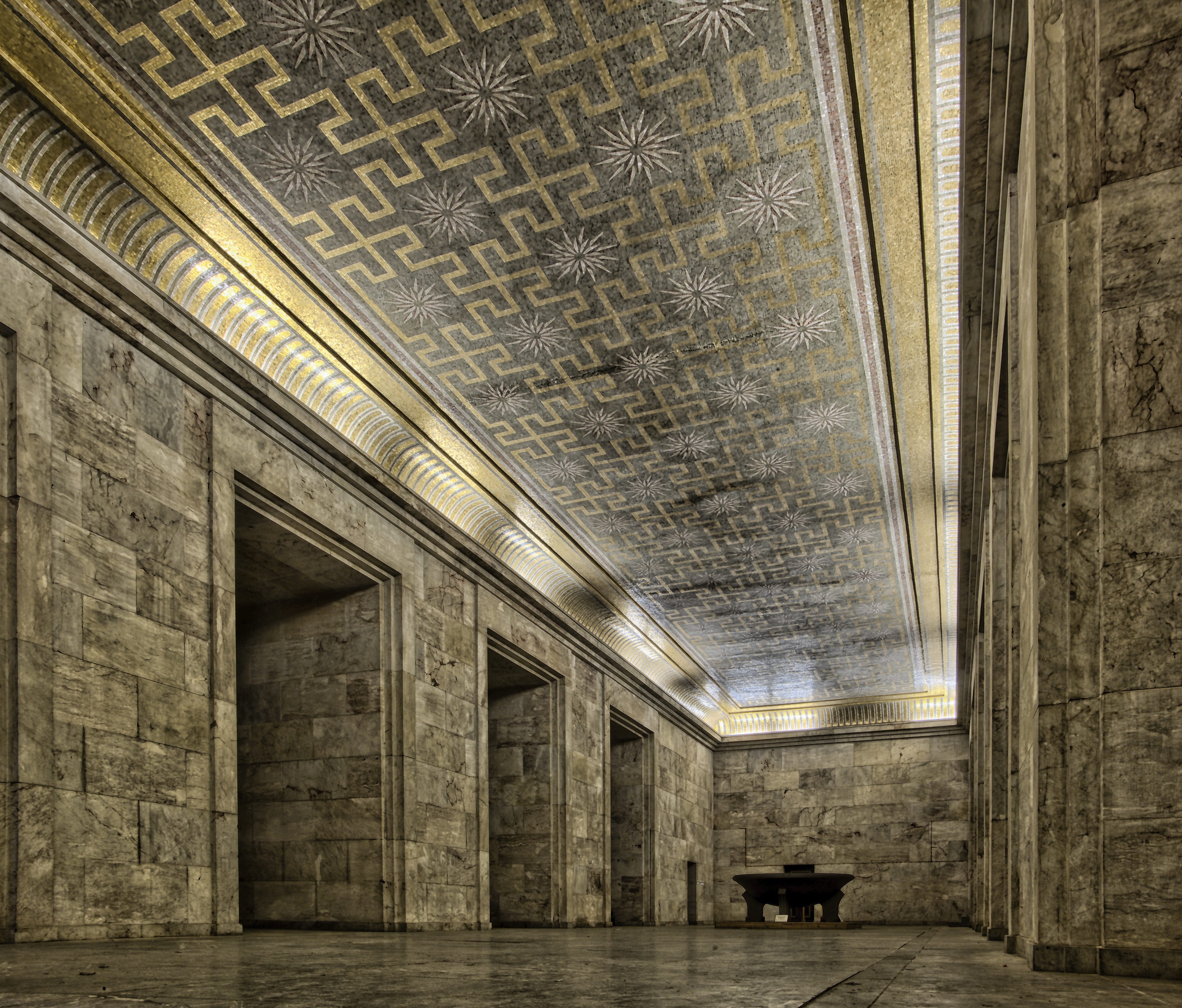
"Goldener Saal"

Áreas de desfile do partido nazista (Reichsparteitagsgelände, em alemão), na cidade de Nuremberg na Alemanha, compreende um conjunto de construções utilizadas pelo Partido Nazista nos congressos de 1933 a 1938. Os edifícios foram projetados por Albert Speer (exceto o Salão do Congresso, planejado por Ludwig Ruff e Franz Ruff).

## Construções

### Kongresshalle

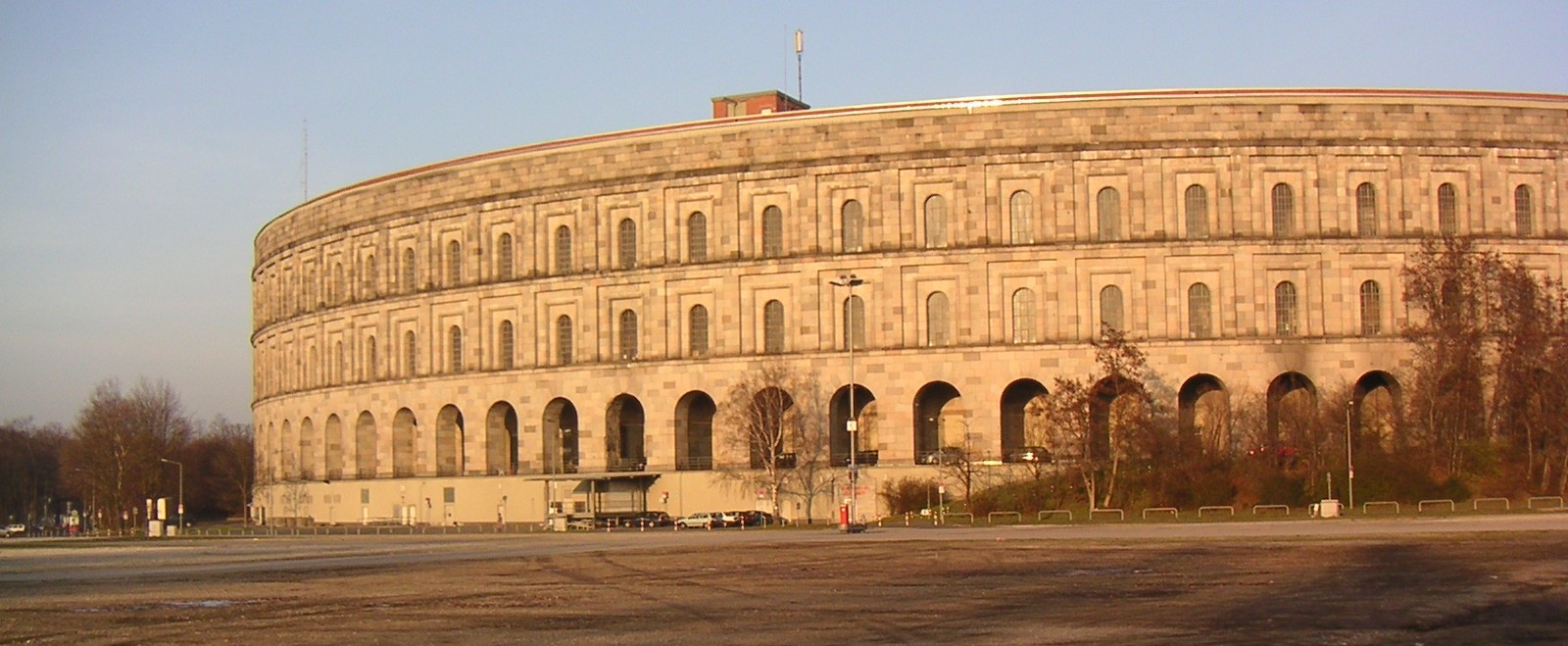
Kongresshall

O Salão de Congresso foi iniciado em 1930 e quando terminado teria lugares para 50.000 pessoas. O edifício tem 39 metros de altura e 250 metros de diâmetro. Seria a sede de convenções do partido.

### Große Straße
Uma avenida de 40 metros de largura e dois quilômetros de comprimento. Seria o eixo de todo o complexo de edifícios e uma estrada de desfiles da Wehrmacht. Estende-se desde o Salão do Congresso até o Märzfeld. A construção terminou em 1939, embora ela nunca tenha sido usada para um desfile, devido ao início da Segunda Guerra Mundial. A pavimentação foi feita com placas de granito e pós-guerra a ela foi utilizada como aeroporto pelos norte-americanos.

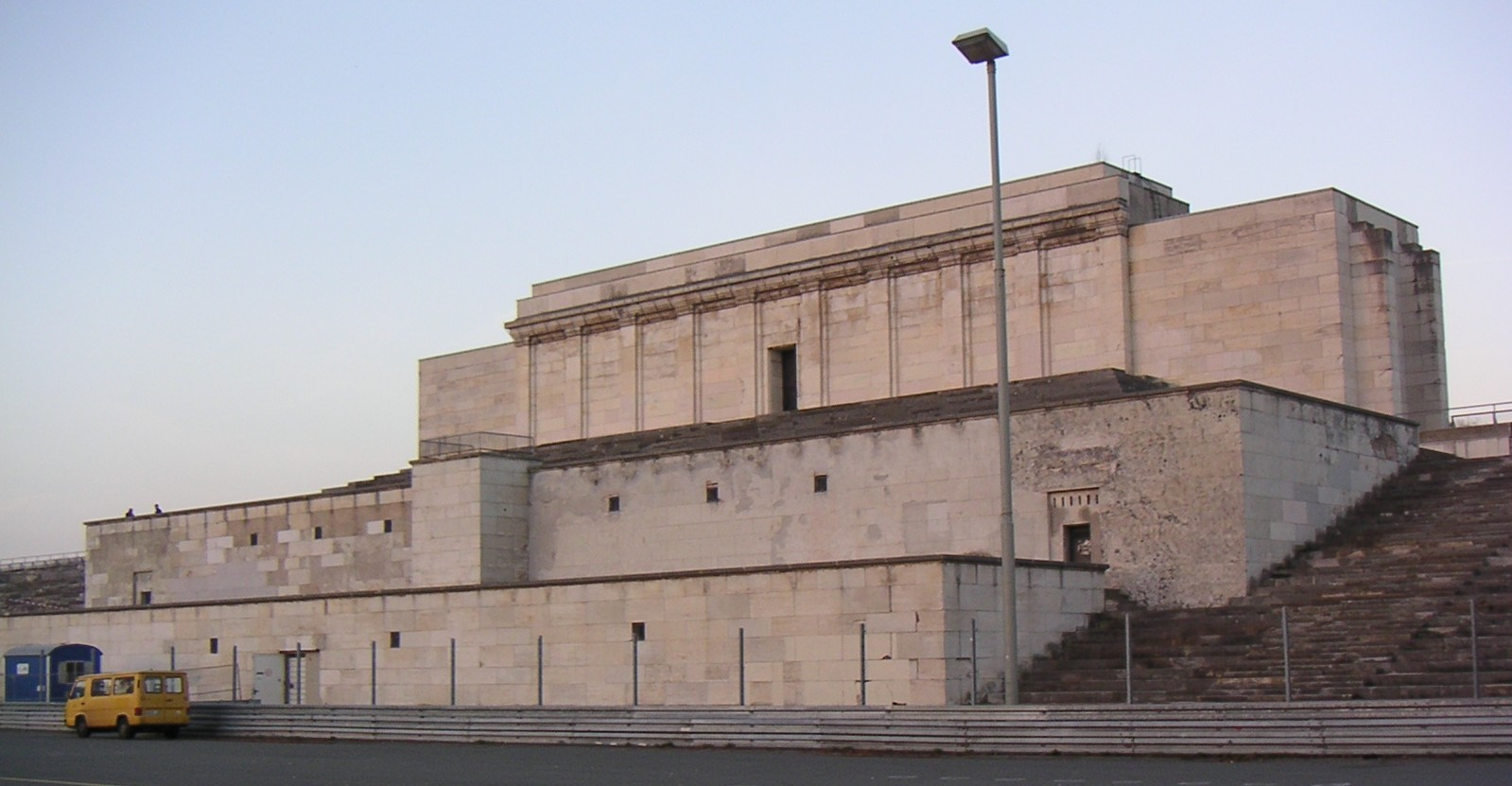
Tribuna no "Campo Zeppelin"

### Zeppelinfeld
O campo zeppelin está localizado a leste da Große Straße. Trata-se de uma tribuna com 360 metros de comprimento. Foi um dos primeiros trabalhos de Albert Speer para o NSDAP e foi inspirado no Altar de Pérgamo. Ao fim da guerra os norte-americanos explodiram a suástica no alto da tribuna e nos anos 70 os pilares foram removidos, o restante da estrutura esta intacta.

### Deutsches Stadion

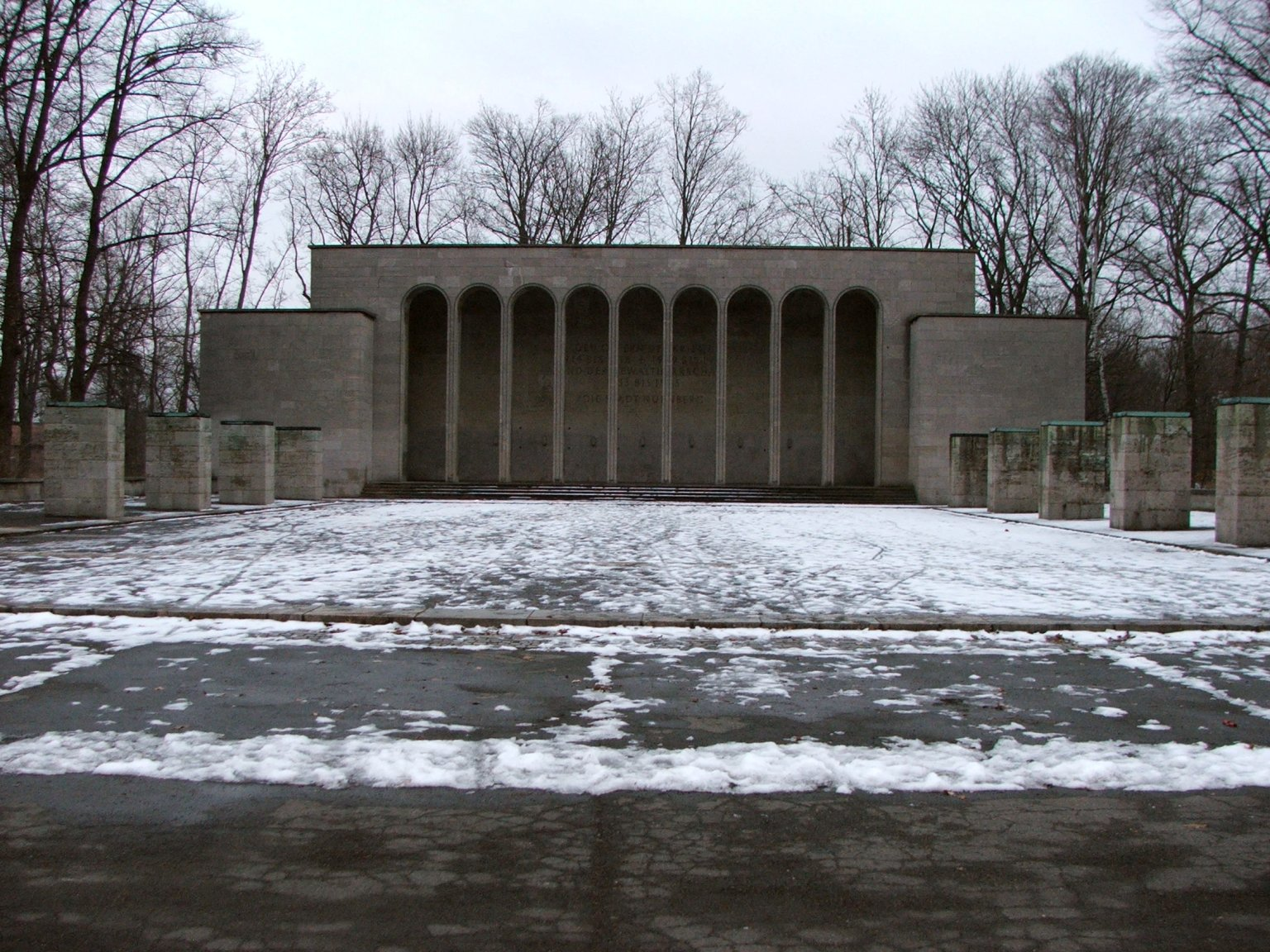
"Salão da Honra" na Arena Luitpold

Albert Speer fez planos para o que seria o maior estádio do mundo, derivado do Circo Máximo de Roma e teria lugar pra 400 mil espectadores. Em 1938 as escavações começaram, mas foram interrompidas no início da guerra, em 1939.
Ao fim da guerra, a parte norte das escavações acabou inundada, formando um lago chamado de "Silbersee".

### Märzfeld
Outro campo de desfiles para Wehrmacht. Suas dimensões seriam de 955 x 610 metros. A construção teve inicio em 1938 e nunca foi finalizada, as partes da obra que estavam completas foram demolidas.

### Luitpold Arena
Local de desfiles e reuniões. Tinha capacidade para receber mais 150.000 nazistas. Ao fim da guerra foi praticamente toda destruída, restando apenas o "Ehrenhalle" (Salão da Honra).